# 拉卡佩勒埃斯克鲁
拉卡佩勒埃斯克鲁（法語：Lacapelle-Escroux，法語發音：[lakapɛl ɛskʁu]；2023年之前名为埃斯克鲁 (Escroux)）是法国奥克西塔尼大区塔恩省的一个市镇，属于卡斯特尔区。

## 地理
拉卡佩勒埃斯克鲁（43°45'30"N, 2°37'37"E）面积10.24 平方千米，位于法国奧克西塔尼大區塔恩省，该省份为法国南部内陆省份，北起顺时针与阿韦龙省、埃罗省、奥德省、上加龙省和塔恩-加龙省接壤。
与拉卡佩勒埃斯克鲁接壤的市镇（或旧市镇、城区）包括：拉瓦勒-罗克瑟济耶尔、圣瑟韦迪穆斯捷、拉科讷、圣萨尔维-德卡尔卡韦斯、瑟诺、维亚讷。
拉卡佩勒埃斯克鲁的时区为UTC+01:00、UTC+02:00（夏令时）。

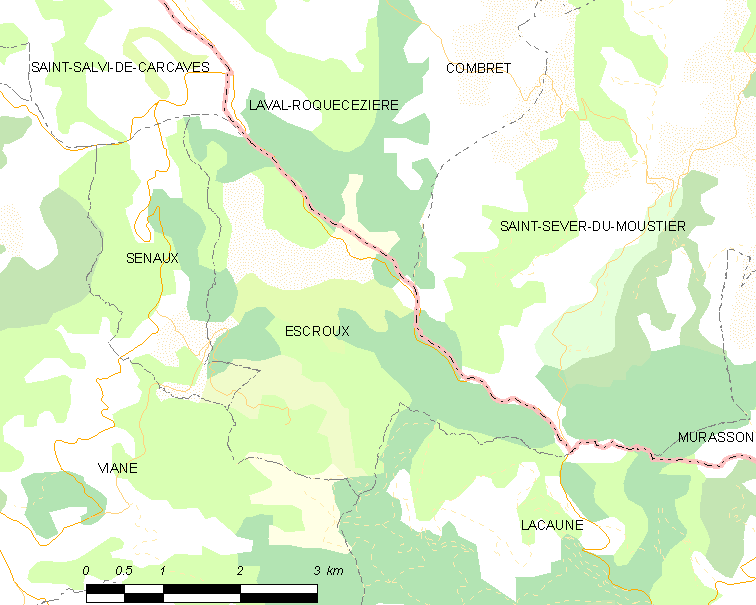
拉卡佩勒埃斯克鲁的OSM定位图

## 行政
拉卡佩勒埃斯克鲁的邮政编码为81530，INSEE市镇编码为81085。

## 政治
拉卡佩勒埃斯克鲁所属的省级选区为奥克高地县。

## 人口

1962-2008年间拉卡佩勒埃斯克鲁人口变化图示

拉卡佩勒埃斯克鲁于2022年1月1日时的人口数量为40人。